# SN 2001jz
SN 2001jz – supernowa odkryta 24 września 2001 roku w galaktyce A043920-0137. W momencie odkrycia miała maksymalną jasność 23,90m.